# Hernán Letelier
Luis Hernán Letelier Villalobos (Chillán, 20 de diciembre de 1920-Santiago de Chile, 10 de enero de 2020) fue un actor, director teatral, poeta, cuentista y novelista chileno.

## Biografía
Hijo de Luis Letelier Ramírez y Amanda Villalobos Carrasco.
Egresado de la Escuela de Teatro de la Universidad Católica de Chile, formó parte del grupo Teatro Ensayo de la Universidad Católica (TEUC), donde integró los elencos de obras como El Apolo y Enrique IV. Además participó de la primera transmisión televisiva experimental que hizo dicha casa de estudios el 12 de diciembre de 1952.
Formó parte del primer elenco de la obra teatral La pérgola de las flores, donde personificó a «Pierre, le peluquier».
Fue director de la Compañía Nacional de Teatro de la Universidad de Chile en 1976.
Falleció el 10 de enero de 2020 a los noventa y nueve años.